# Горани (Гродненская область)
Гора́ни (бел. Гара́ні) — деревня в Сморгонском районе Гродненской области Белоруссии.
Входит в состав Вишневского сельсовета.
Расположена в северной части района, на южном берегу озера Свирь. Расстояние до районного центра Сморгонь по автодороге — 36,5 км, до центра сельсовета агрогородка Вишнево по прямой — чуть более 4 км. Ближайшие населённые пункты — Красноозёрная, Мизуличи, Нароты. Площадь занимаемой территории составляет 0,3716 км², протяжённость границ 4580 м.

## История
Деревня отмечена на карте Шуберта (середина XIX века) под названием Горяны в составе Вишневской волости Свенцянского уезда Виленской губернии. В 1866 году Горани насчитывали 5 домов и 67 жителей, из них 54 человека католического вероисповедания и 13 иудеев.
После Советско-польской войны, завершившейся Рижским договором, в 1921 году Западная Белоруссия отошла к Польской Республике и деревня была включена в состав новообразованной сельской гмины Вишнево Свенцянского повета Виленского воеводства. 1 января 1926 года гмина Вишнево была переведена в состав Вилейского повета.
В 1938 году Горани насчитывали 33 дыма (двора) и 191 душу.
В 1939 году, согласно секретному протоколу, заключённому между СССР и Германией, Западная Белоруссия оказалась в сфере интересов советского государства и её территорию заняли войска Красной армии. Деревня вошла в состав новообразованного Сморгонского района Вилейской области БССР. После реорганизации административного-территориального деления БССР деревня была включена в состав новой Молодечненской области в 1944 году. В 1960 году, ввиду новой организации административно-территориального деления и упразднения Молодечненской области, Горани вошли в состав Гродненской области.

## Население
Согласно переписи население деревни в 1999 году насчитывало 35 человек.

## Транспорт
Вдоль юго-западной границы Гораней проходит автодорога республиканского значения Р95 Лынтупы — Свирь — Сморгонь — Крево — Гольшаны.
Через деревню проходят регулярные автобусные маршруты:
- Сморгонь — Комарово
- Сморгонь — Свирь
- Сморгонь — Хведевичи

## Достопримечательности
Горани расположены непосредственно у юго-западной границы национального парка «Нарочанский»